# Nezim Halilović
Nezim Halilović Muderris (ur. 15 marca 1965 w Žepie) – bośniacki imam i jeden z dowódców podczas wojny w Bośni i Hercegowinie.

## Biografia
W 1983 roku ukończył naukę w medresie w Sarajewie, a w roku 1991 ukończył arabistykę na uniwersytecie Al-Azhar w Kairze. W latach 1991–1997 był imamem meczetu w mieście Konjic.
Podczas wojny w Bośni pełnił funkcję dowódcy 4 muslimanskiej slavnej brigady, w trakcie działań wojennych został drukrotnie ranny. Dosłużył się stopnia pułkownika, zostal zdemobilizowany w sierpniu 1996 roku. Został odznaczony Złotą Lilią oraz Orderem Zasługi Wojskowej ze Złotymi Mieczami.
W latach 1997–1999 był deputowanym do parlamentu BiH.

## Życie prywatne
Jego dziadek został zabity w Rogaticy przez czetników w roku 1944.
Jest żonaty i ma czworo dzieci.